# Арос
Арос (арм. Առոս) — гавар в провинции Пайтакаран Великой Армении.

## География
Арос находился  на востоке Пайтакарана. С севера гавар граничил с Каган-ротом, с северо-востока с Атши-Багаваном, с юго-востока со Спандаран-Перожем, а с юго-западе была граница с Атропатеной.